# Копринища
Копринища, Пронища или просто Крепостта на планината Томор (на албански: Kalaja е Tomorrit) е населявана от древни времена. Издигала се е над стръмна и висока 50 м скална платформа, като е достъпна само по една тясна пешеходна улица – релефно естествено обособена.

## Етимология и описание
Йоан Скилица я назовава на византийски език със значение на „предпланина“, „възвишение“, „планински връх“, което много точно отговаря на топографския профил на местото. Описвайки бягството на Ивац, Скилица нарича местото „Врохот“.
Според Скилица резиденцията Пронища имала много хубави дворци с градини и места за удоволствия. В центъра ѝ се издигал висок замък. Имало и църква. В крепостта може да се видят и днес останките от цистерните за вода с капацитет от 100 000 литра.
Акрополът е с периметър от 210 м, а стените му са дебели 1-1.3 m, имайки формата на неправилен трапец. Древният град датира от периода преди византийската епоха. Детайлни археологически разкопки на мястото не са правени.
Крепостта е издигната на изключително правилно и стратегическо място, не само за защита, но и за контрол на първия важен участък от древната Виа Егнация - от морския адриатически бряг - за Константинопол. Източно от крепостта се издига скалната стена на масива на Томор. Гледката повсеместно из околностите от мястото е много впечатляваща и внушителна, и отговаря на въпроса защо тук е дадена последната битка на Първата българска държава.

## История
Това е крепостта, от която Първата българска държава дава финалния акорд и отпор на Византия в лицето на императора ѝ - Василий II Българоубиец. На Успение Богородично (15 август 1018 г.) тук е убит коварно от агенти на Василий Българоубиец войводата Ивац. Често тази крепост се бърка с крепостта над град Берат, като в района на река Осъм има още 8 други крепости.
На скалната платформа има останки от най-различни стени на акропола, както и от други стени, които не принадлежат само на един-единствен период от време. Около крепостта се разиграват редица битки през 1336 г. - по време на завладяването на тези земи от османците. Вероятно крепостта е срината до основи по времето на съпротивата на Скендербег с т.нар. лежка лига.